# Корнел Сејс
Корнел „Неел” Сејс (Антверпен, 12. фебруар 1912. – 10. јануар 1944.) био је белгијски фудбалер. Рођен је у Антверпену.
Играо је као бек за Бершот ВАК од 1930. до 1943. године. Са клубом из Антверпена освојио је два пута Прву лигу Белгије, 1938. и 1939. године.
За „Црвене ђаволе” наступио је два пута, укључујући једну утакмицу на Светском првенству 1938. године.

## Трофеји
- Првак Белгије 1938. и 1939. са Бершот ВАК-ом